# Dreifaltige Göttin

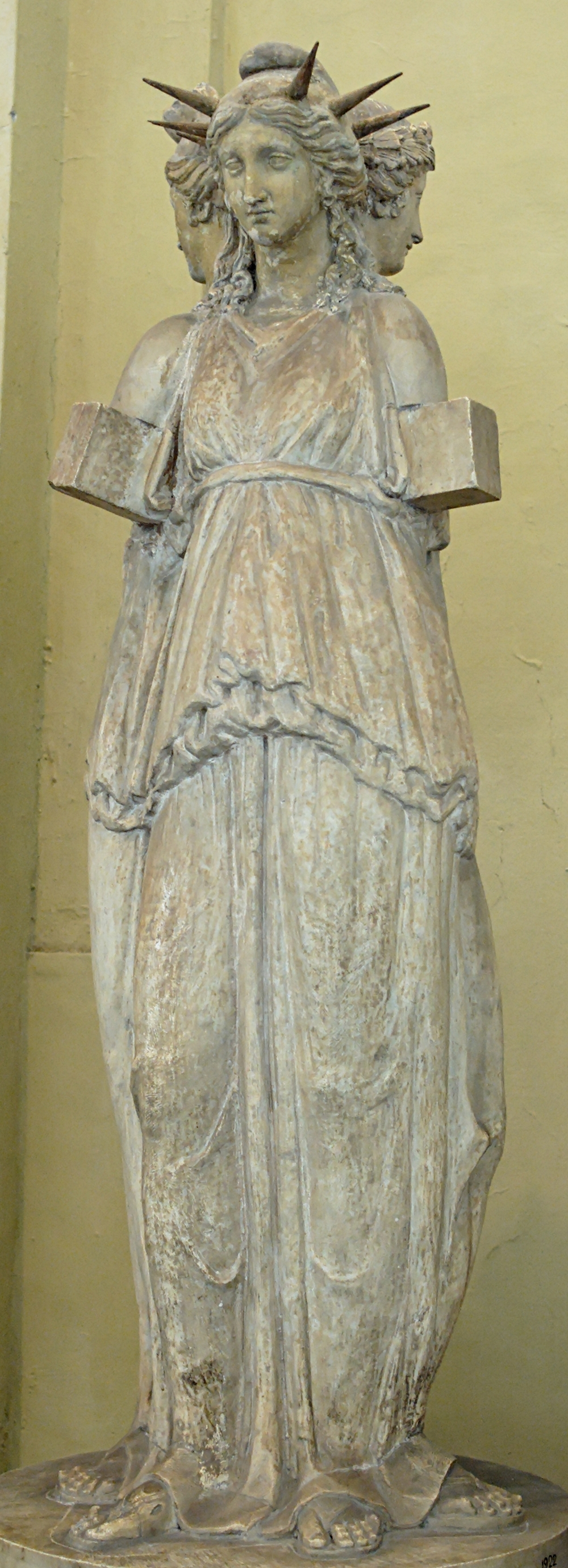
Die dreigestaltige Hekate (römische Marmor-Kopie nach einem hellenistischen Original)

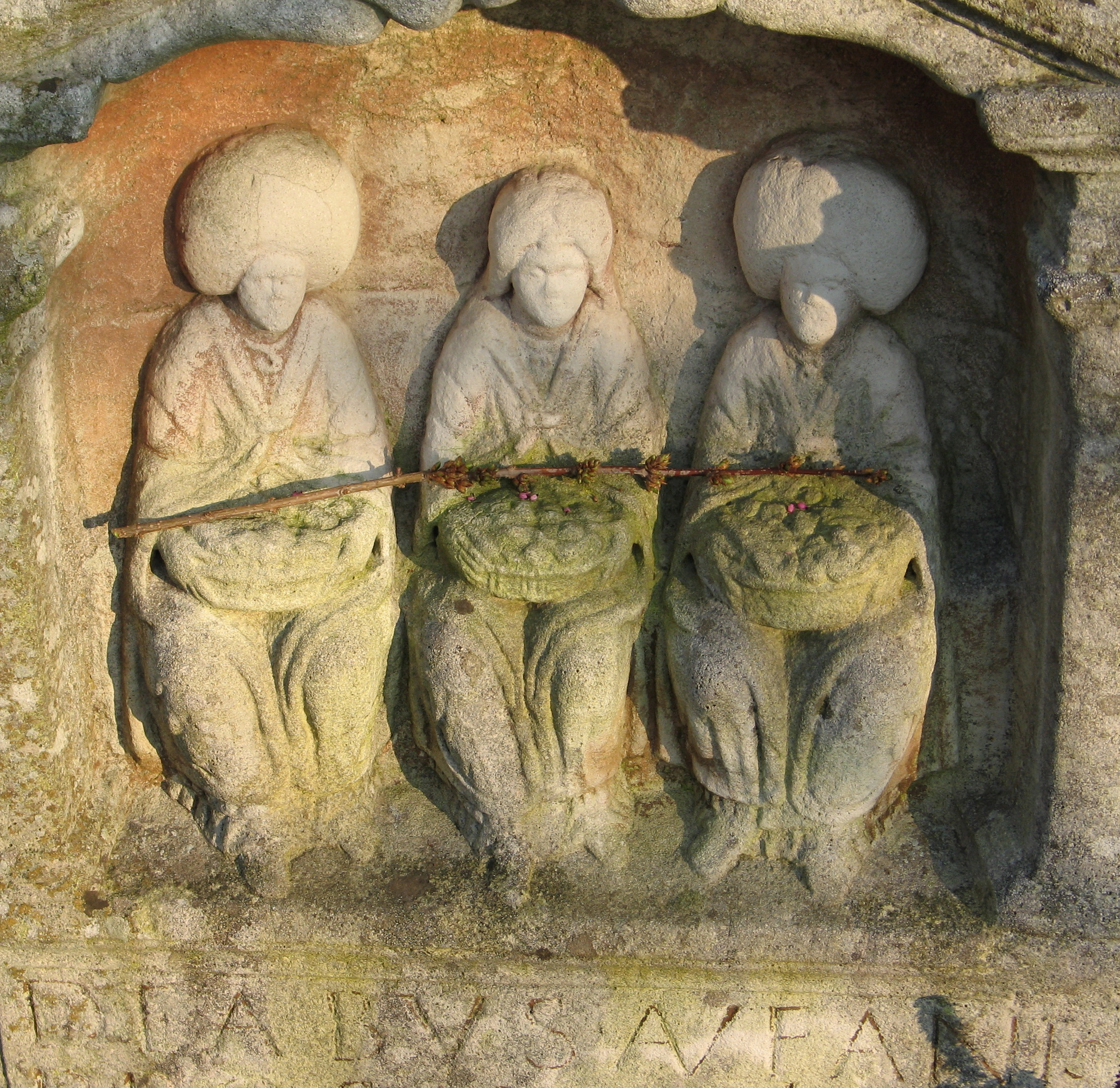
Drei Matronen (Nachbildung eines Altars für die Matronae Aufaniae in Nettersheim, Deutschland)

Dreifaltige Göttin bezeichnet eine religiöse Vorstellung, nach der die Muttergöttin in drei verschiedenen Erscheinungsformen (Aspekten) verehrt wird, und die auch im Neopaganismus (Neuheidentum) aufgegriffen wird.
Als ein neuzeitliches Konzept geht die Dreifaltige Göttin wesentlich auf den englischen Dichter Robert Graves zurück, der sie zum Gegenstand seines 1948 erschienenen mythologisch-poetologischen Essays The White Goddess machte (deutsch 1985: Die Weisse Göttin). Von ihm stammt auch die Bezeichnung dieser universalen Muttergottheit als Weiße Göttin.

## Robert Graves und die „Weiße Göttin“
Der Schriftsteller Robert Graves (1895–1985) behauptet die Existenz eines (mindestens) gesamteuropäischen Kultes einer Dreifaltigen Göttin und formuliert einen diesem Kult zugrundeliegenden zentralen Mythos. Darin begegnet der Heros (Held) der Göttin in dreifacher Ausprägung, einmal als Jungfrau, dann als Mutter und schließlich als ein altes Weib. Diese schwarze Frau verkörpert den Tod und gibt dem Heros den Tod, und dieser fügt sich in seiner Rolle als Jahresgott oder Jahreskönig in den Zyklus von Werden und Vergehen im Jahreskreis (vergleiche Keltischer Jahreskreis, Wicca-Jahreskreis).
Keines dieser Konzepte ist eine Erfindung von Graves, vielmehr findet sich der Jahreskönig bereits an zentraler Stelle in den Theorien des schottischen Ethnologen James Frazer, die er 1890 in seinem Hauptwerk „Der goldene Zweig“ (The Golden Bough) ausführte. Derartige Theorien finden sich auch bei anderen Gelehrten aus der Gruppe der sogenannten „Cambridge Ritualists“. Zu diesen gehörte auch Jane Ellen Harrison (1850–1928), die in ihren Schriften beispielsweise auf die Dreiergruppe der griechischen Horen verweist, die den drei Phasen des Mondes entsprechen sollen: zunehmend, Vollmond und abnehmende Phase. Harrison behauptet auch, dass es Dreiergruppen von Gottheiten (Triaden) nur bei weiblichen Gottheiten gebe, so im Falle der römischen Parzen, der griechischen Moiren oder der keltisch-römisch-germanischen Matronen (siehe auch nordische Nornen und slawische Zorya). Das gleiche Prinzip gelte auch für dreigestaltige Gottheiten wie die griechische Hekate.
Graves hat das übernommen und von da fand die dreigestaltige (Mond-)Göttin ihren Weg zu den Anhängern der neureligiösen (neopaganen) Wicca-Bewegung.
Graves Leistung liegt nicht in der Entdeckung verschollener religiöser Konzepte, sondern darin, dass er aus verschiedenen Elementen, die in der Zeit zwischen 1890 und 1920 bereitgestellt worden waren, eine schlüssige Synthese bildete, die anwendbar und transformierbar war. Wie das ging, zeigte Graves in seiner 1955 erschienenen Schrift The Greek Myths (deutsch 1964: Griechische Mythologie), in der er die Mythen der griechischen Mythologie nacherzählte, im Apparat dann aber außer Angabe der Quellen dem Mythos eine Interpretation im Bezugssystem der Weißen Göttin gab. In der gelehrten Welt wurden die Schlussfolgerungen von Graves weiterhin abgelehnt, insbesondere seine eigenwillige Deutung der griechischen Mythen stieß auf grundsätzliche Kritik.

## Marija Gimbutas und die „Göttin von Alteuropa“

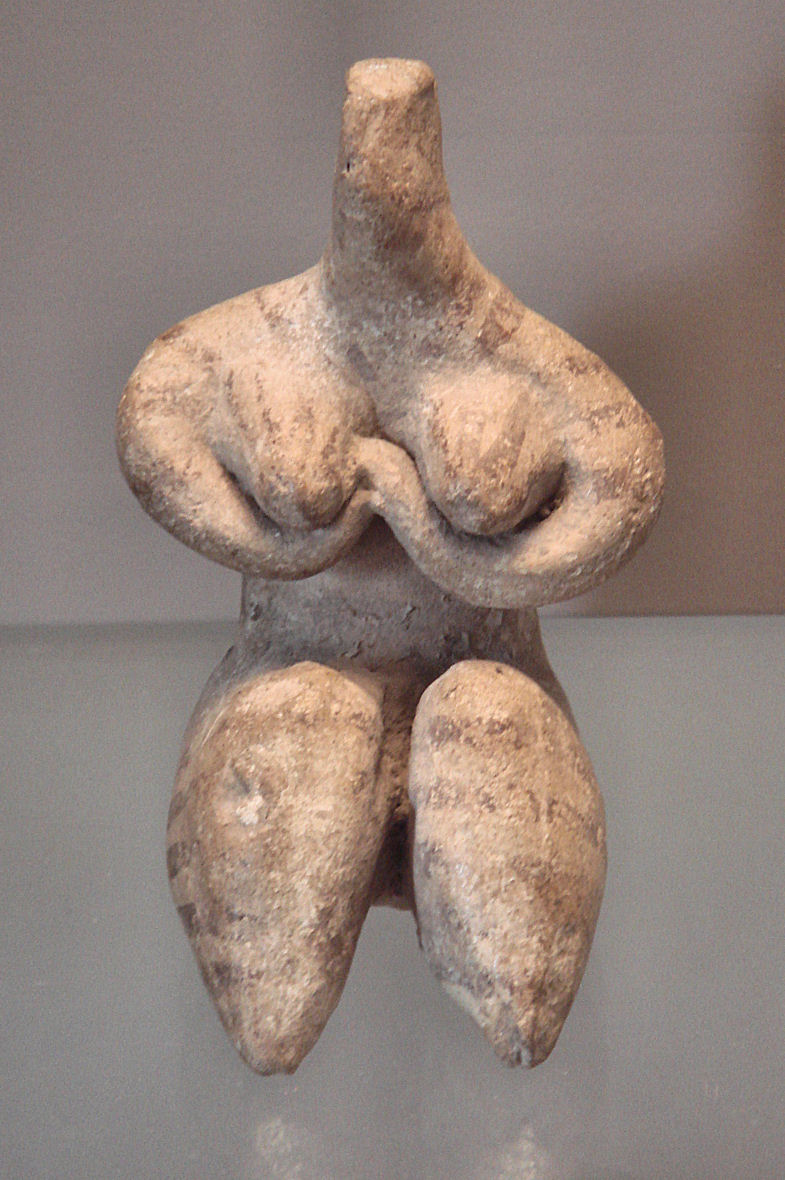
Göttin oder Venusfigurine – weibliche Statuette von Samarra (7. Jahrtausend v. Chr.)

Auch wenn die Leser des Schriftstellers Robert Graves sich durch Fachkritik nicht abschrecken ließen und eine wissenschaftliche Beweisführung erklärtermaßen nicht das vorrangige Ziel der Schrift von Graves gewesen war, so wurde die fehlende wissenschaftliche Basis für den Kult der Dreifaltigen Göttin als wesentlicher Mangel gesehen.
Eine wissenschaftliche empirische Grundlegung versuchte die litauische Anthropologin und Archäologin Marija Gimbutas (1921–1994) zu liefern. Sie veröffentlichte ab 1974 eine Reihe von Studien und Schriften, in denen sie eine im Südosten Europas bestehende Kultur zu belegen versuchte, die durchgehend in der Zeit zwischen 6500 und 3500 v. Chr. existiert habe. Es sei eine mütterzentrierte (matriarchalische) friedliche Kultur gewesen, die sich ohne Kriege, Waffen und Rivalität in einer von ihr „Alteuropa“ genannten Region vom Donauraum bis in die Ukraine und von Süditalien über die Ägäis bis zum Schwarzen Meer erstreckte, geleitet von weisen Frauen und geeint in der Verehrung der universalen Muttergottheit. Gimbutas konzentrierte sich bei ihren Untersuchungen neben vielfältigen Relikten und ornamentalen Mustern auch auf jungsteinzeitliche Frauenfiguren, die sie als Göttinnen interpretierte. Genauer fasste Gimbutas diese als eine einzige Göttin in ihren drei Aspekten von Leben, Tod und Wiedergeburt.
Gleichartige Symboliken, die sich an vielen Orten nachweisen ließen, unterteilte Gimbutas in drei prinzipielle Gruppen:
- Leben = Wassersymbole: Wasservögel, Schlangen, Fische, Frösche, Zickzack-Bänder, Gruppen von parallelen Linien, Mäander, Netze und laufende Spiralen
- Tod = die von Eulen und Geiern begleitete „weiße Frau“
- Wiedergeburt = Symbole von Erneuerung und Transzendenz: Ei, Gebärmutter, Phallus, Wirbel, Halbmond, Rinderhörner

Diese europäische Zivilisationsidylle sei dann um 3500 v. Chr. von den einströmenden, kriegerischen „Kurgan-Leuten“ zerstört worden. Diese Hirtenvölker, die mit ihren Pferden aus den Steppen Asiens kamen, eroberten nach und nach Gebiete, töteten Einwohner und errichteten ihr Herrschaftssystem des Patriarchats (Väterrecht).
Obwohl die Schriften von Gimbutas vor allem von Teilen des Feminismus zunächst bereitwillig aufgenommen wurden, kam auch heftige feministische Kritik, beispielsweise 1982 von Susan Binford: „Der Mythos von Evas Apfel, Pandoras Büchse und Freuds Penisneid wurde ersetzt durch den Mythos von ehemaliger matriarchaler Größe und der Vernichtung der Muttergottheit.“ Auch in der Archäologie wurde Gimbutas heftig kritisiert, hauptsächlich wegen der Subjektivität ihrer Interpretationen und der fehlenden Überprüfbarkeit ihrer Thesen.

## Wicca

Symbol der Göttin im Wicca: zunehmender, voller und abnehmender Mond

Obgleich viele Neuheiden keine Wiccas sind und die theologischen Vorstellungen innerhalb des Neopaganismus sich stark unterscheiden, verehren nicht nur Wiccas, sondern auch viele Neuheiden die „Große Göttin“ als Dreiheit, bestehend aus Maiden (Jungfrau), Mother (Mutter) und Crone (alte Weise). Die Sexualität, Schwangerschaft und das Stillen – sowie weitere Aspekte der Weiblichkeit – werden als Dinge angesehen, die die Göttin verkörpern können, was den physischen Körper für Wiccas und Neuheiden heilig macht.
- Die Jungfrau repräsentiert Neubeginn, Geburt, Jugend und Euphemismus. Dargestellt wird sie durch die Farbe Weiß (symbolisiert Reinheit und Unschuld), die Jahreszeit Frühling und ihr Symbol ist der zunehmende Mond.
- Die Mutter repräsentiert Reife, Fruchtbarkeit, Sexualität, Erfüllung und Kraft. Dargestellt wird sie durch die Farbe Rot (symbolisiert Menstruationsblut), die Jahreszeit Sommer und ihr Symbol ist der Vollmond.
- Die alte Weise (seltener auch: das alte Weib) repräsentiert Weisheit, Ruhe, Tod, Ende, aber auch Neubeginn. Dargestellt wird sie durch die Farbe Schwarz (symbolisiert den Tod), die Jahreszeiten Herbst und Winter und ihr Symbol ist der abnehmende Mond.[8][9]

Im Wicca ist der männliche Gegenpart der großen Göttin der gehörnte Gott, dem der Heros in dem von Graves entworfenen Urmythos entspricht und auch oft durch Cerrunnos oder Herne verkörpert wird, findet durch die Göttin den Tod, erneuert sich im Verlauf des Jahreskreises, bis er dann wieder aufersteht. In einem Coven wird bei besonderen Ritualen, wie z. B. dem Esbat die Göttin durch die Hohepriesterin, der Gott durch den Hohepriester repräsentiert.

## Popkultur
In der Romanreihe Das Lied von Eis und Feuer (ab 1996) des US-amerikanischen Schriftstellers George R. R. Martin und der darauf basierenden TV-Serie Game of Thrones sind Jungfrau, Mutter und Altes Weib drei Aspekte der Religion des „Glaubens an die Sieben“.
In der Fernsehserie Foundation wird die Dreifaltige Göttin in der Religion Luminimus verehrt.
Im Roman Der Ozean am Ende der Straße von Neil Gaiman werden die Figuren Lettie, Ginnie und Mrs Hempstock eingeführt, die das Böse aus der Welt der Menschen fernhalten und die Grenze in die Traumwelt bewachen.